# Пригорное (Оренбургская область)
Пригорное — село в Оренбургской области. Входит в городской округ город Новотроицк.

## География
Расположено на реке Киргильдысай, в 19 км к юго-западу от г. Новотроицк на Российско-Казахстанской границе.

## История
Село возникло в 1946 году когда для снабжения сельскохозяйственной продукцией работников ОХМК города Новотроицка было образовано подсобное хозяйство. В 1959 г. преобразовано в совхоз Прогресс. Указом Президиума Верховного Совета РСФСР от 22 апреля 1991 года населенному пункту было присвоено наименование село Пригорное. Со времени основания, село располагалось на границе между Оренбургской и Актюбинской областями. Граница проходила таким образом, что делила село на две неравные части, бо́льшая часть располагалась в Казахской ССР меньшая в Российской СФСР. Население села до 1992 года имело российскую прописку, а после 1992 года — российское гражданство, населённый пункт фактически управлялся и бюджетировался из России, однако формально через село проходила линия государственной границы Казахстана и России. Земли села и очистных сооружений города Новотроицка (располагающиеся за северной окраиной населённого пункта) были оформлены в аренду Российской Федерацией у Казахстана. В 1992 году распоряжением администрации города Новотроицка была образована администрация села Пригорное и Крык-Пшак, а в 1993 году в соответствии с указом президента России полномочия Пригорновского сельского Совета были переданы администрации села, сельсовет был упразднён. В 2001 году село Пригорное и посёлок Крык-Пшак были включены в состав муниципального образования город Новотроицк. В 2005 году в результате делимитации российско-казахской границы территория села и очистных сооружений была полностью передана в состав России. В 2008 году администрация (как юридическое лицо) села Пригорное и Крык-Пшак была реорганизована став структурным подразделением (территориальным органом управления) администрации муниципального образования город Новотроицк. Администрацию возглавляет руководитель администрации села Пригорное, посёлка Крык-Пшак.

## Население
| 2010 |
| ---- |
| 745  |